# Frédéric Guilbert
Frédéric Guilbert (Valognes, Normandía, Francia, 24 de diciembre de 1994) es un futbolista francés que juega de defensa en la U. S. Lecce de la Serie A de Italia.

## Trayectoria
Fichó por el Girondins de Bordeaux en 2014 desde el AS Cherbourg. Debutó en la Ligue 1 el 5 de abril de 2015 en la victoria de local por 2-1 contra el RC Lens.
Fichó por el SM Caen el 28 de julio de 2017, luego de estar a préstamo en este club en la temporada 2016-17. Estuvo tres temporada en el Caen, donde jugó un total de 106 encuentros.
El 31 de enero de 2019 fichó por el Aston Villa inglés, sin embargo continuó a préstamo en Caen hasta el término de la temporada 2019-20. Debutó con el Aston Villa, recién ascendido a la Premier League, el 23 de agosto de 2019 en la victoria por 2-0 sobre el Everton en partido de la 3.ª jornada de la Premier League 2019-20.
El 31 de enero de 2021 regresó a Francia tras ser cedido al R. C. Estrasburgo lo que restaba de temporada. Al mismo equipo volvió a ser cedido siete meses después y regresó nuevamente en enero de 2023 pero en propiedad.
El 27 de agosto de 2024 fichó por la U. S. Lecce italiana con un contrato hasta junio de 2025.

## Selección nacional
En 2015 jugó un encuentro con la selección de Francia sub-21.

## Estadísticas

### Clubes
Actualizado al último partido disputado el 25 de mayo de 2025.
| Club | Div.          | Temporada     | Liga  | Liga  | Copas nacionales(1) | Copas nacionales(1) | Copas internacionales(2) | Copas internacionales(2) | Total | Total |
| Club | Div.          | Temporada     | Part. | Goles | Part.               | Goles               | Part.                    | Goles                    | Part. | Goles |
| --- | ------------- | ------------- | ----- | ----- | ------------------- | ------------------- | ------------------------ | ------------------------ | ----- | ----- |
| S. M. Caen II Francia | 4.ª           | 2011-12       | 1     | 0     | ―                   | ―                   | ―                        | ―                        | 1     | 0     |
| S. M. Caen II Francia | 4.ª           | 2012-13       | 1     | 0     | ―                   | ―                   | ―                        | ―                        | 1     | 0     |
| S. M. Caen II Francia | Total club    | Total club    | 2     | 0     | 0                   | 0                   | 0                        | 0                        | 2     | 0     |
| A. S. Cherbourg Francia | 4.ª           | 2013-14       | 29    | 1     | 5                   | 0                   | ―                        | ―                        | 34    | 1     |
| A. S. Cherbourg Francia | Total club    | Total club    | 29    | 1     | 5                   | 0                   | 0                        | 0                        | 34    | 1     |
| F. C. Girondins de Burdeos Francia | 1.ª           | 2014-15       | 3     | 0     | 0                   | 0                   | ―                        | ―                        | 3     | 0     |
| F. C. Girondins de Burdeos Francia | 1.ª           | 2015-16       | 30    | 0     | 4                   | 0                   | 6                        | 0                        | 40    | 0     |
| F. C. Girondins de Burdeos Francia | 1.ª           | 2016-17       | 3     | 0     | 0                   | 0                   | ―                        | ―                        | 3     | 0     |
| F. C. Girondins de Burdeos Francia | Total club    | Total club    | 36    | 0     | 4                   | 0                   | 6                        | 0                        | 46    | 0     |
| S. M. Caen Francia | 1.ª           | 2016-17       | 23    | 0     | 3                   | 0                   | ―                        | ―                        | 26    | 0     |
| S. M. Caen Francia | 1.ª           | 2017-18       | 36    | 1     | 6                   | 0                   | ―                        | ―                        | 42    | 1     |
| S. M. Caen Francia | 1.ª           | 2018-19       | 34    | 1     | 4                   | 0                   | ―                        | ―                        | 38    | 1     |
| S. M. Caen Francia | Total club    | Total club    | 93    | 2     | 13                  | 0                   | 0                        | 0                        | 106   | 2     |
| Aston Villa F. C. Inglaterra | 1.ª           | 2019-20       | 25    | 0     | 4                   | 2                   | ―                        | ―                        | 29    | 2     |
| Aston Villa F. C. Inglaterra | 1.ª           | 2020-21       | 0     | 0     | 2                   | 0                   | ―                        | ―                        | 2     | 0     |
| R. C. Estrasburgo Francia | 1.ª           | 2020-21       | 13    | 1     | 1                   | 0                   | ―                        | ―                        | 14    | 1     |
| Aston Villa F. C. Inglaterra | 1.ª           | 2021-22       | 0     | 0     | 1                   | 1                   | ―                        | ―                        | 1     | 1     |
| Aston Villa F. C. Inglaterra | Total club    | Total club    | 25    | 0     | 7                   | 3                   | 0                        | 0                        | 32    | 3     |
| R. C. Estrasburgo Francia | 1.ª           | 2021-22       | 33    | 0     | 2                   | 0                   | ―                        | ―                        | 35    | 0     |
| R. C. Estrasburgo Francia | 1.ª           | 2022-23       | 18    | 0     | ―                   | ―                   | ―                        | ―                        | 18    | 0     |
| R. C. Estrasburgo Francia | 1.ª           | 2023-24       | 32    | 2     | 4                   | 0                   | ―                        | ―                        | 36    | 2     |
| R. C. Estrasburgo Francia | Total club    | Total club    | 96    | 3     | 7                   | 0                   | 0                        | 0                        | 103   | 3     |
| U. S. Lecce · Italia | 1.ª           | 2024-25       | 31    | 0     | 1                   | 0                   | ―                        | ―                        | 32    | 0     |
| U. S. Lecce · Italia | Total club    | Total club    | 31    | 0     | 1                   | 0                   | 0                        | 0                        | 32    | 0     |
| Total carrera | Total carrera | Total carrera | 312   | 6     | 37                  | 3                   | 6                        | 0                        | 355   | 9     |
| (1) Incluye datos de la Copa de Francia, la Copa de la Liga de Francia, la FA Cup, la Copa de la Liga de Inglaterra y la Copa Italia. (2) Incluye datos de la Liga Europa de la UEFA. |               |               |       |       |                     |                     |                          |                          |       |       |